# 第12回アフリカン・アメリカン映画批評家協会賞
第12回アフリカン・アメリカン映画批評家協会賞は2014年の映画を対象としており、2014年12月8日に受賞者が発表された。

## 受賞一覧

### 作品賞トップ10
- 1位 『グローリー/明日への行進』
  - 2位 『イミテーション・ゲーム/エニグマと天才数学者の秘密』
  - 3位 『博士と彼女のセオリー』
  - 4位 『バードマン あるいは（無知がもたらす予期せぬ奇跡）』
  - 5位 『ベル ある伯爵令嬢の恋』
  - 6位 『トップ・ファイブ』
  - 7位 『不屈の男 アンブロークン』
  - 8位 『Dear White People』
  - 9位 『ジェームス・ブラウン 最高の魂を持つ男』
  - 10位 『Black or White』

### 監督賞
- エイヴァ・デュヴァーネイ - 『グローリー/明日への行進』

### 主演男優賞
- デヴィッド・オイェロウォ - 『グローリー/明日への行進』

### 主演女優賞
- ググ・バサ＝ロー - 『ベル ある伯爵令嬢の恋』

### 助演男優賞
- タイラー・ペリー - 『ゴーン・ガール』

### 助演女優賞
- オクタヴィア・スペンサー - 『Black or White』

### アンサンブル演技賞
- 『ジェームス・ブラウン 最高の魂を持つ男』

### ブレイクアウト演技賞
- テッサ・トンプソン - 『Dear White People』

### 脚本賞
- ジーナ・プリンス＝バイスウッド - 『Beyond the Lights』

### 音楽賞
- 「グローリー」

### インディペンデント映画賞
- 『Dear White People』

### ワールド映画賞
- 『禁じられた歌声』 モーリタニア

### アニメ映画賞
- 『The Boxtrolls』

### ドキュメンタリー映画賞
- 『Life Itself』